# Bizone

Die Besatzungszonen in Deutschland 1945 (die deutschen Ostgebiete wurden der Verwaltung Polens und der UdSSR unterstellt)

Bizone ist die Bezeichnung für den Teil Deutschlands, der nach dem Zweiten Weltkrieg der US-amerikanischen und der britischen Besatzungsmacht unterstellt war. Gemäß Beschluss vom 2. Dezember 1946 wurden die beiden ursprünglich getrennten Besatzungszonen mit Wirkung zum 1. Januar 1947 zum Vereinigten Wirtschaftsgebiet zusammengeschlossen. Im März 1948 beschlossen die Westalliierten auf der Londoner Sechs-Mächte-Konferenz den Zusammenschluss der Französischen Besatzungszone mit Ausnahme des Saarlandes mit der Bizone, wodurch diese zur Trizone wurde (formell erst im April 1949). Mit der Währungsreform fand im Juni 1948 der erste wichtige Schritt zur Gründung eines Weststaates statt. 
Die Exekutive des Vereinigten Wirtschaftsgebiets übernahm zunächst das Direktorium des Ersten Wirtschaftsrates (22. Juli 1947 bis 10. März 1948) und anschließend der Verwaltungsrat des Zweiten Wirtschaftsrates, der auch nach Gründung der Bundesrepublik Deutschland am 23. Mai 1949 bis zur Wahl und Ernennung des ersten Bundeskanzlers Konrad Adenauer am 20. September 1949 im Amt blieb.  

## Geschichte
Ein Zusammenschluss der britischen und der US-amerikanischen Besatzungszone wurde bereits im Sommer 1946 im Zonenbeirat diskutiert. Er versprach wirtschaftliche Vorteile. In der britischen Zone lagen die großen Grundstoff- und Industriegebiete des Rheinlandes und Westfalens, in der amerikanischen Zone lagen große landwirtschaftliche Gebiete und ein beträchtlicher Teil der verarbeitenden Industrie. Die alliierten Bestimmungen hatten die Zonen hermetisch gegeneinander abgeschottet. Nach zwei Elendswintern würde angesichts der katastrophalen Ernährungs- und Wirtschaftslage ein Handel zwischen den zwei Zonen für beide nützlich sein.
Sowohl die Sowjetunion als auch Frankreich hatten auf der Pariser Konferenz der Außenminister 1946 trotz der Einladung der USA, an einer wirtschaftlichen Vereinigung der Zonen mitzutun, auf der Abschottung ihres Herrschaftsbereiches bestanden. Deswegen war keine Lösung der wirtschaftlichen Problematik auf Vier-Mächte-Basis möglich. Ihre Ablehnung verhinderte, dass ein wirtschaftlich einheitlicher Raum entstehen konnte, der auch die sowjetische (Ostzone) und französische Besatzungszone einschloss.
In einer Konferenz von Vertretern der Länder der amerikanischen und britischen Zone vom 5. bis zum 11. September 1946 wurde beschlossen, Verwaltungsräte für Wirtschaft (Minden), Verkehr (Bielefeld) mit einer Außenstelle für Seehäfen und Küstenschifffahrt (Hamburg), Ernährung und Landwirtschaft (Stuttgart), Post- und Fernmeldewesen (Frankfurt am Main) sowie Finanzen (Bad Homburg) zu schaffen. Erste bizonale Verwaltungsstellen nahmen noch 1946 ihre Tätigkeit auf.
Während der Konferenz wies der US-amerikanische Außenminister James F. Byrnes am 6. September in seiner sogenannten Rede der Hoffnung auf die Notwendigkeit der wirtschaftlichen Einheit Deutschlands und die Belebung seiner wirtschaftlichen Kräfte sowie die Stärkung der deutschen Selbstverantwortung in Politik und Wirtschaft hin.
Auf der Konferenz der Regierungschefs jener Länder am 4. Oktober 1946 in Bremen wurden Vorschläge zur Bildung eines „Deutschen Länderrates“ diskutiert. Am 2. Dezember 1946 unterzeichneten der britische Außenminister Ernest Bevin und sein US-Kollege James F. Byrnes in New York die wirtschaftliche Vereinigung der amerikanischen und britischen Zone zum 1. Januar 1947. Bereits zum 1. Oktober 1946 erhielten die Eisenbahnverwaltungen beider Zonen eine gemeinsame Hauptverwaltung der Eisenbahnen mit Sitz in Bielefeld.
Die Wirtschaftsverwaltung der amerikanischen und britischen Zone wurde durch den Verwaltungsrat für Wirtschaft mit Sitz in Minden übernommen. Am 29. Mai 1947 wurde ein Abkommen zwischen der amerikanischen und britischen Militärregierung über die Einrichtung eines Wirtschaftsrates für das Vereinigte Wirtschaftsgebiet mit Sitz in Frankfurt am Main unterzeichnet, eine „quasiparlamentarische Vertreterversammlung“, die von den Landtagen der Bizone gewählt wurde. 
Am 7. Januar 1948 beriet die erste deutsch-alliierte Konferenz mit Teilnehmern der Ministerpräsidenten und Militärgouverneure der amerikanischen und britischen Zone über die Neuorganisation der Zweizonenverwaltung. Es wurde beschlossen, den Wirtschaftsrat umzubilden, einen Länderrat als zweite Kammer aus Vertretern der deutschen Länder zu schaffen sowie einen Obergerichtshof und eine Zentralbank für das Vereinigte Wirtschaftsgebiet zu errichten.

## Geografie und Einwohner
Zur eigentlichen Bizone gehörten die Länder Schleswig-Holstein, Hamburg, Niedersachsen, Bremen, Nordrhein-Westfalen, Hessen, Bayern und Württemberg-Baden – der Nordteil des späteren Baden-Württemberg –, nicht jedoch Württemberg-Hohenzollern, Baden, Rheinland-Pfalz, der bayerische Landkreis Lindau, West-Berlin und das Saarland. (Für eine Regelung der aufgeworfenen Frage, wie mit Frankreichs Abwicklung des Warenverkehrs zwischen der autonomen Saar und der Bizone zu verfahren war, unterzeichneten die drei westlichen Militärregierungen im Februar 1948 das Wirtschaftsabkommen zur Saar.) Die Bevölkerung der Bizone umfasste einschließlich Flüchtlingen und Vertriebenen etwa 41 Millionen Menschen, während im Jahr 1936 nur 34 Millionen in diesem Gebiet gelebt hatten.

## Politische Bedeutung des Zusammenschlusses
Auf der Pariser Konferenz der Außenminister im Sommer 1946 hatten die USA noch versucht, eine Viermächtelösung des Deutschlandproblems zustande zu bringen. Byrnes hatte einen Vertragsentwurf aus dem Frühjahr 1946 nochmals zur Sprache gebracht. Er sah vor, dass Deutschland unter Aufsicht der Siegermächte für 25 Jahre waffenlos und neutral bleiben sollte. Molotow lehnte ab, obwohl Byrnes sich sogar zu 40 Jahren bereiterklärte. Eine Schlussfolgerung, schon mit der Gründung der Bizone zum 1. Januar 1947 hätten sich die USA von den Potsdamer Beschlüssen abgewendet, kann daher nicht gezogen werden. Es war vielmehr eine pragmatische Reaktion auf eine Notlage, die allerdings auch eine weitere Verfestigung der Ost-West-Spaltung bedeutete.
Später folgte auch die administrative Annäherung, der Weg zu einem westdeutschen Teilstaat war vorgezeichnet, auch wenn viele westdeutsche Politiker noch Widerstand dagegen setzten. Mit der Bizone wurde eine neue staatliche und wirtschaftliche Entwicklung begonnen, die mit der Währungsreform im Juni 1948 vertieft wurde. Allerdings wurden damit auch die Weichen für die endgültige Teilung in West- sowie in Mittel- und Ostdeutschland gestellt. Die Vereinigten Staaten und das Vereinigte Königreich betonten zwar den rein administrativen und ökonomischen Charakter der Bizone. Faktisch entwickelte sich die Bizone aber zum Ausgangspunkt für die Gründung der Bundesrepublik Deutschland, die als Bund der Länder in die Rechte und Pflichten der Verwaltung des Vereinigten Wirtschaftsgebietes eintrat (Art. 133 des Grundgesetzes).